# Arses kaupi
Arses kaupi là một loài chim trong họ Monarchidae.